# 유심초 (음악 그룹)
유심초는 대한민국의 음악 그룹이다. 유시형, 유의형 두 형제로 구성된 2인조 음악 그룹이며 1975년 《너와 나의 석별》로 가요계에 데뷔했다. 대표곡은 《너》, 《사랑이여》, 《어디서 무엇이 되어 다시 만나랴》, 《사랑하는 그대에게》 등이 있으며 1985년 해체되었으나 KBS 1TV 《가요무대》에 출연하는 등, 현재에도 가끔씩 활동을 이어가고 있다.

## 앨범
- 1집 《나는 홀로 있어도》
- 2집 《날 잊지 말아요》
- 3집 《우리는 타인》